# Joseph Campbell
Joseph John Campbell (n. 26 martie 1904, White Plains, New York, SUA – d. 30 octombrie 1987, Hawaii, SUA) a fost un cercetător al miturilor și religiilor, scriitor și orator american, cunoscut pentru lucrările sale în domeniile mitologiei comparate și ale religiei comparate.  Opera sa este vastă, acoperind multe domenii ale experienței umane. Filozofia sa este adesea sintetizată de îndemnul "Urmați fericirea vostră" sau Căutați-vă fericirea" (în engleză Follow your bliss.) 

## Biografie

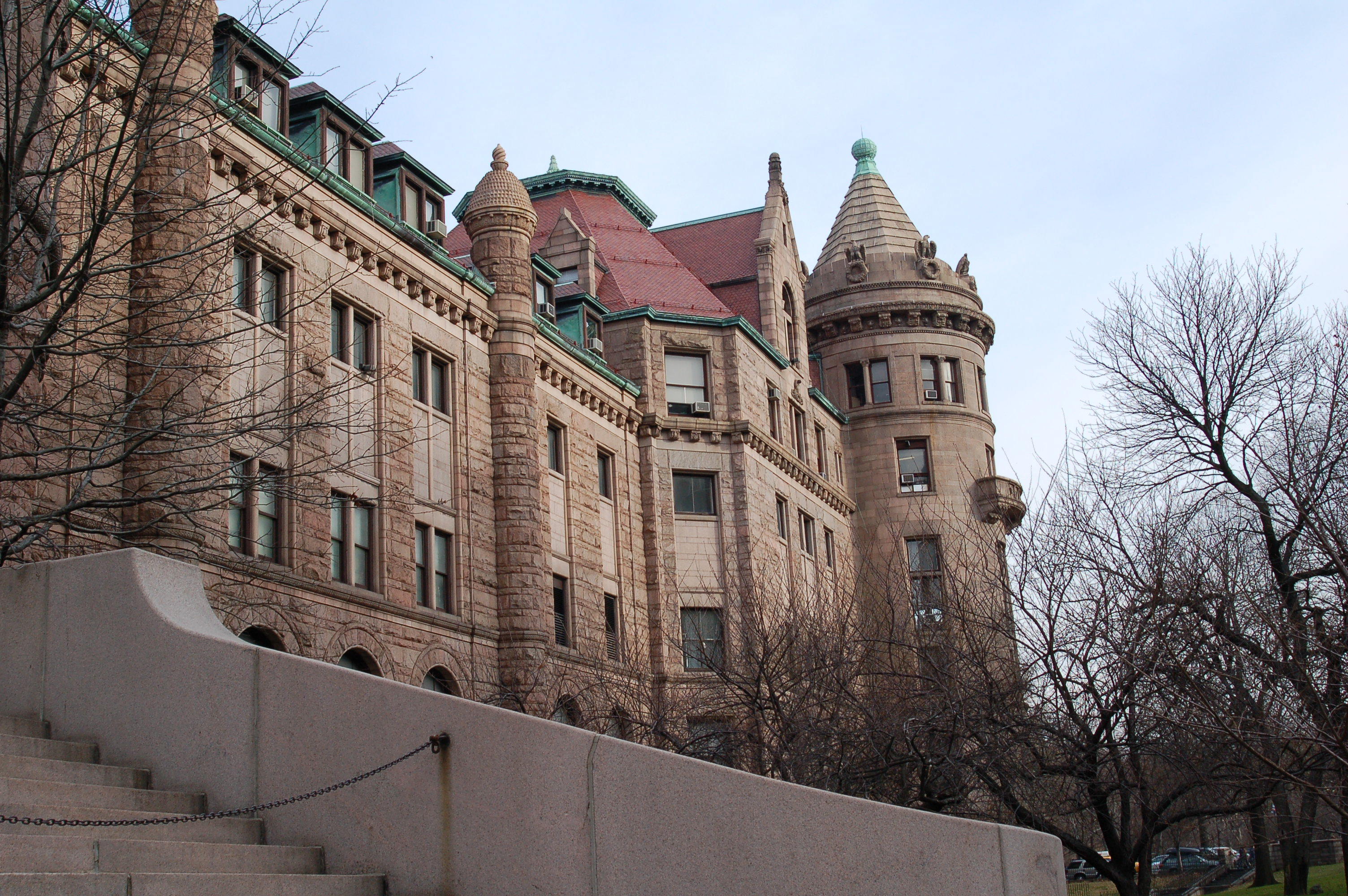
American Museum of Natural History

### Europa

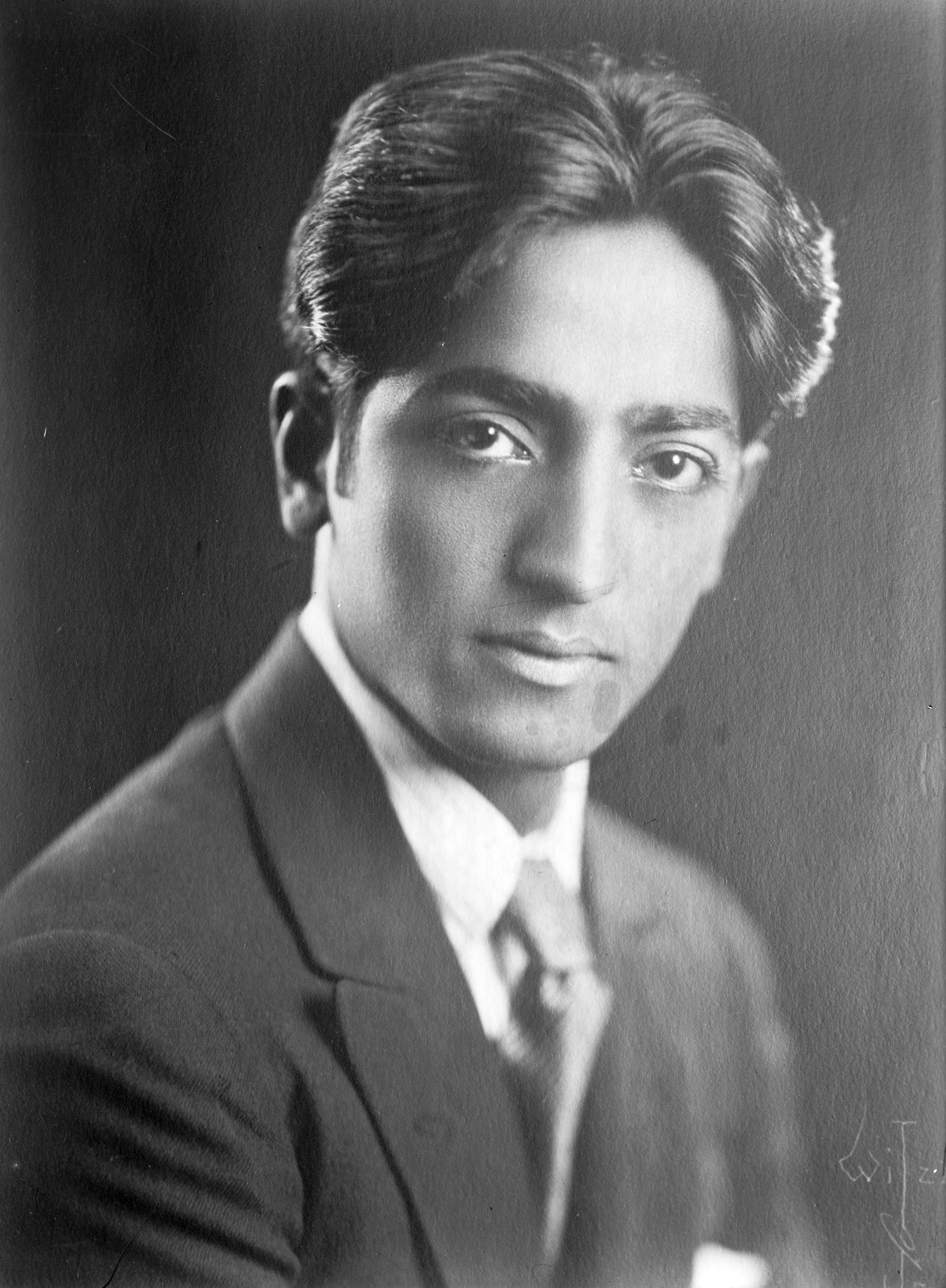
Krishnamurti

## Opere de Campbell

### Alte lucrări
- Where the Two Came to Their Father: A Navaho War Ceremonial (1943), cu Jeff King și Maud Oakes, Old Dominion Foundation
- The Flight of the Wild Gander: Explorations in the Mythological Dimension (1968), Viking Press
- Myths to Live By (1972), Viking Press
- Erotic irony and mythic forms in the art of Thomas Mann (1973; monograph, later included in The Mythic Dimension)
- The Mythic Image[7] (1974). Princeton University Press
- The Inner Reaches of Outer Space, Metaphor As Myth and As Religion (1986), Alfred van der Marck Editions
- Transformations of Myth Through Time (1990), Harper and Row
- A Joseph Campbell Companion: Reflections on the Art of Living (1991), editor Diane K. Osbon
- Mythic Worlds, Modern Words: On the Art of James Joyce[8] (1993), editor Edmund L. Epstein
- The Mythic Dimension: Selected Essays (1959–1987)[9] (1993), editor Anthony Van Couvering
- Baksheesh & Brahman: Indian Journals (1954–1955)[10] (1995), editors Robin/Stephen Larsen & Anthony Van Couvering
- Thou Art That: Transforming Religious Metaphor (2001), editor Eugene Kennedy, New World Library ISBN 1-57731-202-3. first volume in the Collected Works of Joseph Campbell
- The Inner Reaches of Outer Space[11] (2002)
- Sake & Satori: Asian Journals — Japan[12] (2002). editor David Kudler
- Myths of Light: Eastern Metaphors of the Eternal[13] (2003). editor David Kudler
- Pathways to Bliss: Mythology and Personal Transformation[14] (2004). editor David Kudler
- Mythic Imagination: Collected Short Fiction of Joseph Campbell[15] (2012).

### Cărți interviu
- The Power of Myth (1988), with Bill Moyers and editor Betty Sue Flowers, Doubleday, hardcover: ISBN 0-385-24773-7
- An Open Life: Joseph Campbell in Conversation with Michael Toms (1989). editors John Maher and Dennie Briggs, forward by Jean Erdman Campbell. Larson Publications, Harper Perennial 1990 paperback: ISBN 0-06-097295-5
- This business of the gods: Interview with Fraser Boa (1989)
- The Hero's Journey: Joseph Campbell on His Life and Work (1990). editor Phil Cousineau. Harper & Row 1991 paperback: ISBN 0-06-250171-2. Element Books 1999 hardcover: ISBN 1-86204-598-4. New World Library centennial edition with introduction by Phil Cousineau, forward by executive editor Stuart L. Brown: ISBN 1-57731-404-2

### Benzi audio
- Mythology and the Individual
- The Power of Myth (With Bill Moyers)  (1987)
- Transformation of Myth through Time Volume 1–3 (1989)
- The Hero with a Thousand Faces: The Cosmogonic Cycle (Read by Ralph Blum) (1990)
- The Way of Art (1990—unlicensed)
- The Lost Teachings of Joseph Campbell Volume 1–9 (With Michael Toms) (1993)
- On the Wings of Art: Joseph Campbell; Joseph Campbell on the Art of James Joyce (1995)
- The Wisdom of Joseph Campbell (With Michael Toms)  (1997)
- The Collected Lectures of Joseph Campbell:
  - Volume 1: Mythology and the Individual (1997)
  - Volume 2: The Inward Journey (1997)
  - Volume 3: The Eastern Way (1997)
  - Volume 4: Man and Myth (1997)
  - Volume 5: The Myths and Masks of God (1997)
  - Volume 6: The Western Quest (1997)
- Myth and Metaphor in Society  (With Jamake Highwater) (abridged) (2002)
- "Mythology and the Individual Adventure" (1972) - Big Sur Tapes

### Video/DVDs
- The Hero's Journey (film): A Biographical Portrait—This film, made shortly before his death in 1987, follows Campbell's personal quest—a pathless journey of questioning, discovery, and ultimately of delight and joy in a life to which he said, "Yes"
- Sukhavati: A Mythic Journey—This hypnotic and mesmerizing film is a deeply personal, almost spiritual, portrait of Campbell
- Mythos—This series comprises talks that Campbell himself believed summed up his views on "the one great story of mankind."
- Psyche & Symbol (12 part telecourse, Bay Area Open College, 1976)[16]
- Transformations of Myth Through Time (1989)
- Joseph Campbell and the Power of Myth (1988)
- Myth and Metaphor in Society (With Jamake Highwater) (1993)

### Lucrări editate de Campbell
- Gupta, Mahendranath. The Gospel of Sri Ramakrishna (1942) (translation from Bengali by Swami Nikhilananda;  Joseph Campbell and Margaret Woodrow Wilson, translation assistants—see preface; foreword by Aldous Huxley)
- Myths and Symbols in Indian Art and Civilization. Heinrich Zimmer  (1946)
- The King and the Corpse: Tales of the Soul's Conquest of Evil. Heinrich Zimmer  (1948)
- Philosophies of India. Heinrich Zimmer (1951)
- The Portable Arabian Nights (1951)
- The Art of Indian Asia. Heinrich Zimmer  (1955)
- Man and Time: Papers from the Eranos Yearbooks. Various authors (1954–1969)
- Man and Transformation: Papers from the Eranos Yearbooks.  Various authors (1954–1969)
- The Mysteries: Papers from the Eranos Yearbooks. Various authors (1954–1969)
- The Mystic Vision: Papers from the Eranos Yearbooks. Various authors (1954–1969)
- Spirit and Nature: Papers from the Eranos Yearbooks. Various authors (1954–1969)
- Spiritual Disciplines: Papers from the Eranos Yearbooks. Various authors (1954–1969)
- Myths, Dreams, Religion. Various authors  (1970)
- The Portable Jung. Carl Jung  (1971)

## A se vedea și articolele
- James Joyce
- Carl Jung
- Thomas Mann
- Friedrich Nietzsche
- Religie și mitologie
- Arthur Schopenhauer
- Script Analysis

### Despre viață și operă

#### Cărți
- Segal, Robert. Joseph Campbell an Introduction, (1987)
- Larsen, Stephen and Robin. Joseph Campbell: A Fire in the Mind. (1991)
- Golden, Kenneth L. Uses of Comparative Mythology: Essays on the Work of Joseph Campbell (1992)
- Manganaro, Marc. Myth, Rhetoric, and the Voice of Authority: A Critique of Frazer, Eliot, Frye, and Campbell. (1992)
- Madden, Lawrence. (Editor) The Joseph Campbell Phenomenon: Implications for the Contemporary Church (1992)
- Noel, Daniel C. (Editor) Paths to the Power of Myth (1994)
- Snyder, Tom. Myth Conceptions: Joseph Campbell and the New Age (1995)
- Henderson, Mary. Star Wars: The Magic of Myth (1997)Smithsonian Exhibit Arhivat în 8 aprilie 2010, la Wayback Machine.
- Vogler, Christopher. The Writer's Journey: Mythic Structure For Writers. (1998)
- Ellwood, Robert. The Politics of Myth: A Study of C. G. Jung, Mircea Eliade, and Joseph Campbell (1999)

#### Articole
- Man and Myth: A Conversation with Joseph Campbell. Sam Keen. Psychology Today, v. 5 (1971)
- Living Myths: A Conversation with Joseph Campbell. Lorraine Kisly. Parabola, v. 1 (1976)
- The Professor with a Thousand Faces. Donald Newlove. Esquire, v. 88 (1977)
- Earthrise: The Dawning of a New Spiritual Awareness. Eugene Kennedy. New York Times Magazine. (15 aprilie 1979)
- Elders and Guides: A Conversation with Joseph Campbell. Michael McKnight. Parabola, v. 5 (1980)
- The Masks of Joseph Campbell. Florence Sandler and Darrell Reeck. Religion, v. 11 (1981)
- A Primer on Joseph Campbell and the Mythological Dimensions of Consciousness (Obituary). John Lobel. Whole Earth Review, Summer, 1988.
- The faces of Joseph Campbell. Brendan Gill. New York Review of Books, v. 36, number 14 (28 septembrie 1989)
- Brendan Gill vs Defenders of Joseph Campbell—An Exchange. Various Authors. New York Review of Books, v. 36, number 17 (9 noiembrie 1989)
- Joseph Campbell on Jews and Judaism. Robert Segal. Religion, v. 22 (April 1992)
- “Was Joseph Campbell a Postmodernist?’’ Joseph M. Felser. Journal of the American Academy of Religion, v. 64 (1998)
- Why Joseph Campbell's Psychologizing of Myth Precludes the Holocaust as Touchstone of Reality. Maurice Friedman, Journal of the American Academy of Religion, v. 67 (1998)
- Joseph Campbell as Antisemite and as Theorist of Myth: A Response to Maurice Friedman. Robert A. Segal, Journal of the American Academy of Religion, v. 66 (1999)
- A. M. Bilodeau, "Joseph Campbell: le jeu de l'éternité dans le temps" Arhivat în 2 iunie 2013, la Wayback Machine., Religiologiques, 8 (1993), p. 182–203.